# Let’s Get Retarded
Let’s Get Retarded (englisch für „Lasst uns zurückgeblieben sein“) ist ein Lied der US-amerikanischen Hip-Hop-Gruppe The Black Eyed Peas aus dem Jahr 2003. Das Stück erschien als Teil ihres Albums Elephunk und erlangte in der Neuauflage Let’s Get It Started größere Bekanntheit.

## Entstehung
Geschrieben und komponiert wurde das Lied von den drei Black-Eyed-Peas-Mitgliedern William Adams (will.i.am), Jaime Gomez (Taboo) und Allan Pineda (apl.de.ap) sowie den Koautoren Mike Fratantuno, George Pajon Jr. und Terence Yoshiaki. will.i.am zeichnete darüber hinaus für die Produktion verantwortlich.
Der Hip-Hop-Titel enthält mehrere Samples, so des Liedes Fallin’ der US-amerikanischen Sängerin Alicia Keys oder auch von Leaders of the New Schools Bass Is Loaded.

## Veröffentlichung
Die Erstveröffentlichung von Let’s Get Retarded erfolgte als Teil des dritten Black-Eyed-Peas-Studioalbums Elephunk am 24. Juni 2003 durch A&M Records. Im gleichen Jahr erschien es als Liveversion, mit dem Titel Hey Mama, als Promo-Tonträger. Als offizielle Single erschien das Lied erstmals – in der Version als Let’s Get It Started – am 22. Juni 2004. Die Version zu Let’s Get It Started erschien zudem auf einer Neuauflage von Elephunk am 9. August 2004.

## Musikvideo
Das Musikvideo zu Let’s Get It Started entstand unter der Regie von Francis Lawrence und zählte bis August 2023 über 244 Millionen Aufrufe auf YouTube.

## Preise
Bei den Grammy Awards 2005 bekam Let’s Get It Started die Auszeichnung des Best Rap Performance by a Duo or Group.

## Kommerzieller Erfolg

### Chartplatzierungen
| ChartsChartplatzierungen       | Höchstplatzierung | Wochen |
| ------------------------------ | ----------------- | ------ |
| Deutschland (GfK)              | 18 (12 Wo.)       | 12     |
| Österreich (Ö3)                | 18 (14 Wo.)       | 14     |
| Schweiz (IFPI)                 | 13 (27 Wo.)       | 27     |
| Vereinigte Staaten (Billboard) | 21 (20 Wo.)       | 20     |
| Vereinigtes Königreich (OCC)   | 11 (10 Wo.)       | 10     |

| ChartsJahrescharts (2004)      | Platzierung |
| ------------------------------ | ----------- |
| Schweiz (IFPI)                 | 52          |
| Vereinigte Staaten (Billboard) | 88          |

### Auszeichnungen für Musikverkäufe
| Land/Region                  | Auszeichnungen für Musikverkäufe (Land/Region, Auszeichnung, Verkäufe) | Verkäufe  |
| ---------------------------- | ---------------------------------------------------------------------- | --------- |
| Australien (ARIA)            | Platin                                                                 | 70.000    |
| Brasilien (PMB)              | Gold                                                                   | 30.000    |
| Deutschland (BVMI)           | Gold                                                                   | 150.000   |
| Frankreich (SNEP)            | Gold                                                                   | 100.000   |
| Italien (FIMI)               | Gold                                                                   | 50.000    |
| Neuseeland (RMNZ)            | Gold                                                                   | 7.500     |
| Vereinigte Staaten (RIAA)    | 4× Platin                                                              | 4.000.000 |
| Vereinigtes Königreich (BPI) | Gold                                                                   | 400.000   |
| Insgesamt                    | 6× Gold · 5× Platin ·                                                  | 4.807.500 |

Hauptartikel: The Black Eyed Peas/Auszeichnungen für Musikverkäufe